# Skały Niegowonickie
Skały Niegowonickie – grupa skał w miejscowości Niegowonice w województwie śląskim, w powiecie zawierciańskim, w gminie Łazy. Znajdują się na wzniesieniu Kromołowiec (417 m n.p.m.) po północno-wschodniej stronie wsi, przy drodze wojewódzkiej nr 790 na Wyżynie Częstochowskiej będącej częścią Wyżyny Krakowsko-Częstochowskiej.
Jest to grupka niewysokich skał wapiennych na otwartym terenie, częściowo zarastającym krzewami. Ponieważ znajdują się na wzniesieniu i na otwartym terenie, są dobrym punktem widokowym. Na niektórych ze skał uprawiana jest wspinaczka skalna i bouldering. Powstały liczne drogi wspinaczkowe o różnym stopniu trudności. Skały oferują dużą różnorodność chwytów – od dziurek poprzez krawądki, aż do solidnych klam. Wspinaczka skalna uprawiana jest na 4 skałach: Kromołowiec (Niegowonice I), Niegowonice II, Niegowonice III i Przydrożna Skała.
Przy drodze obok skał gmina Łazy przygotowała miejsce biwakowe z niewielkim parkingiem i zamontowała tablice informacyjne.

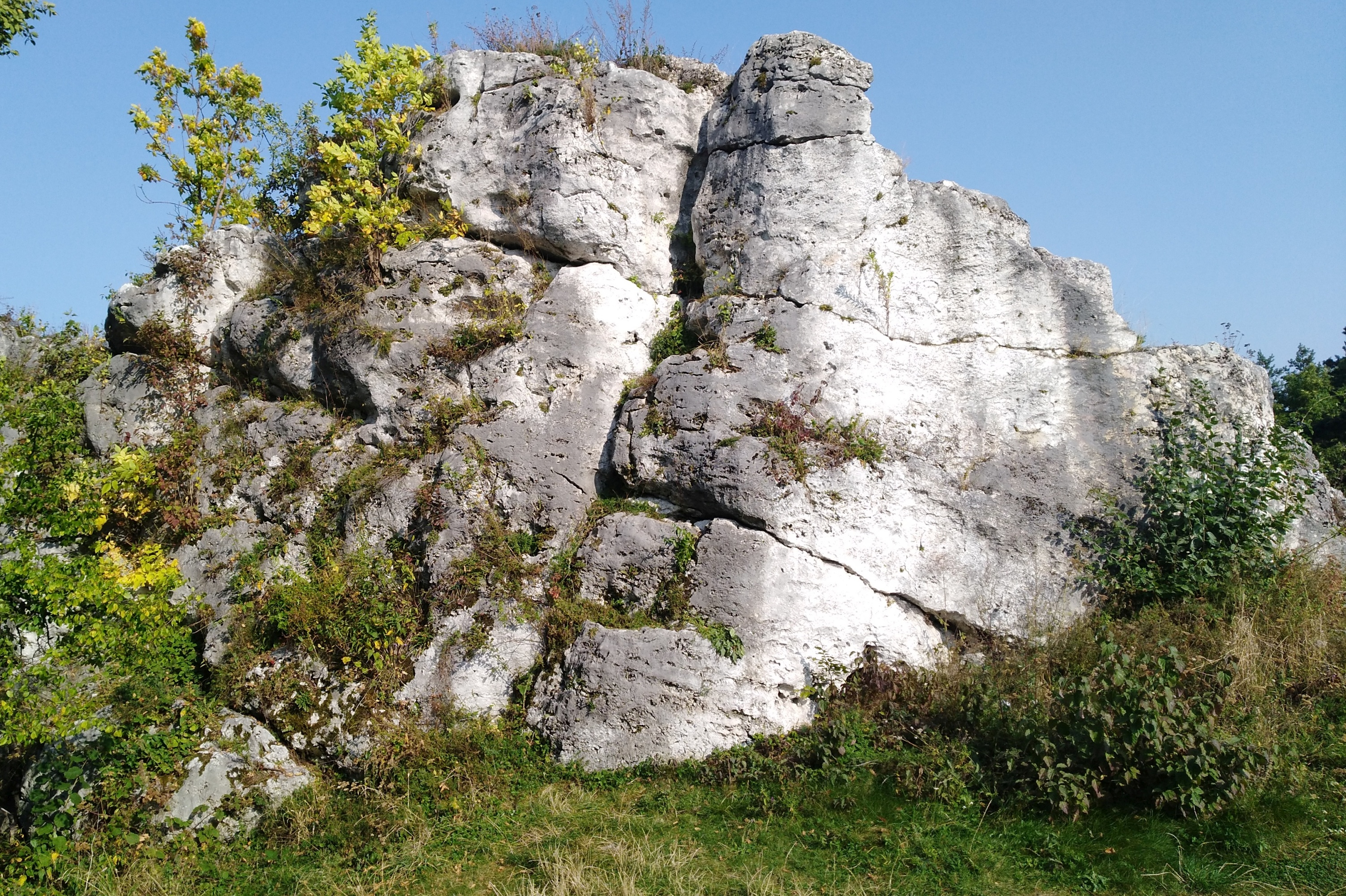
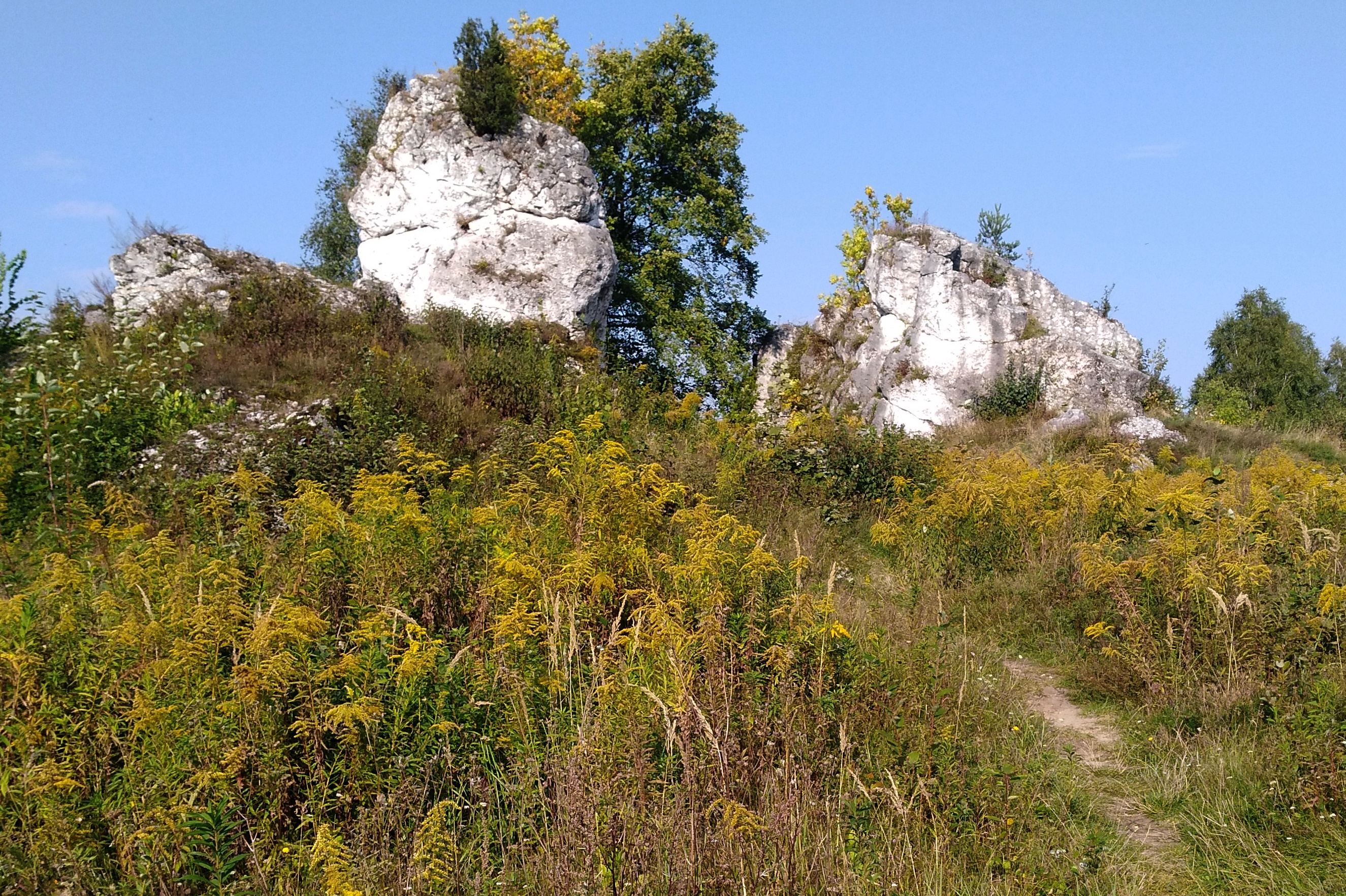
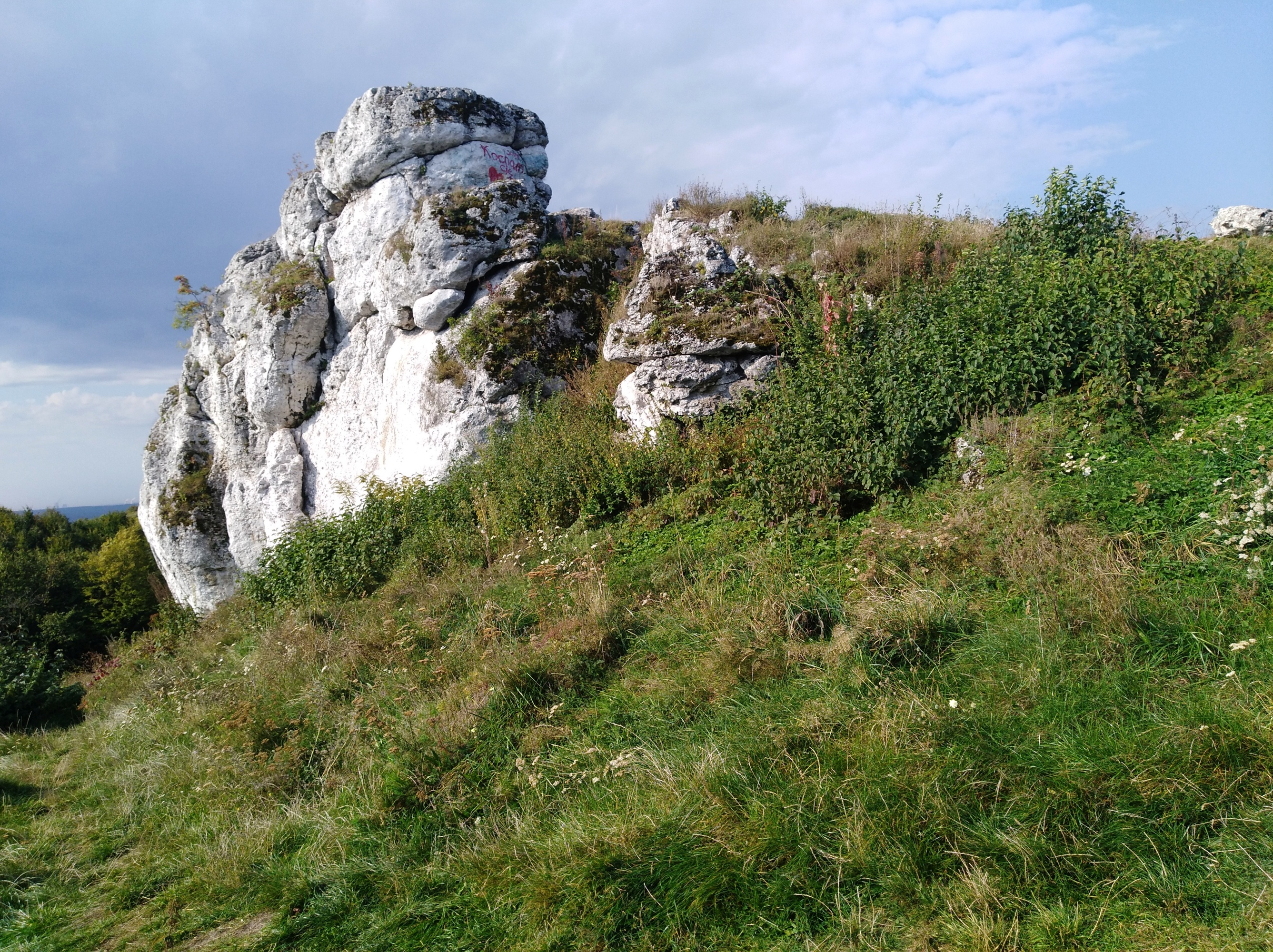
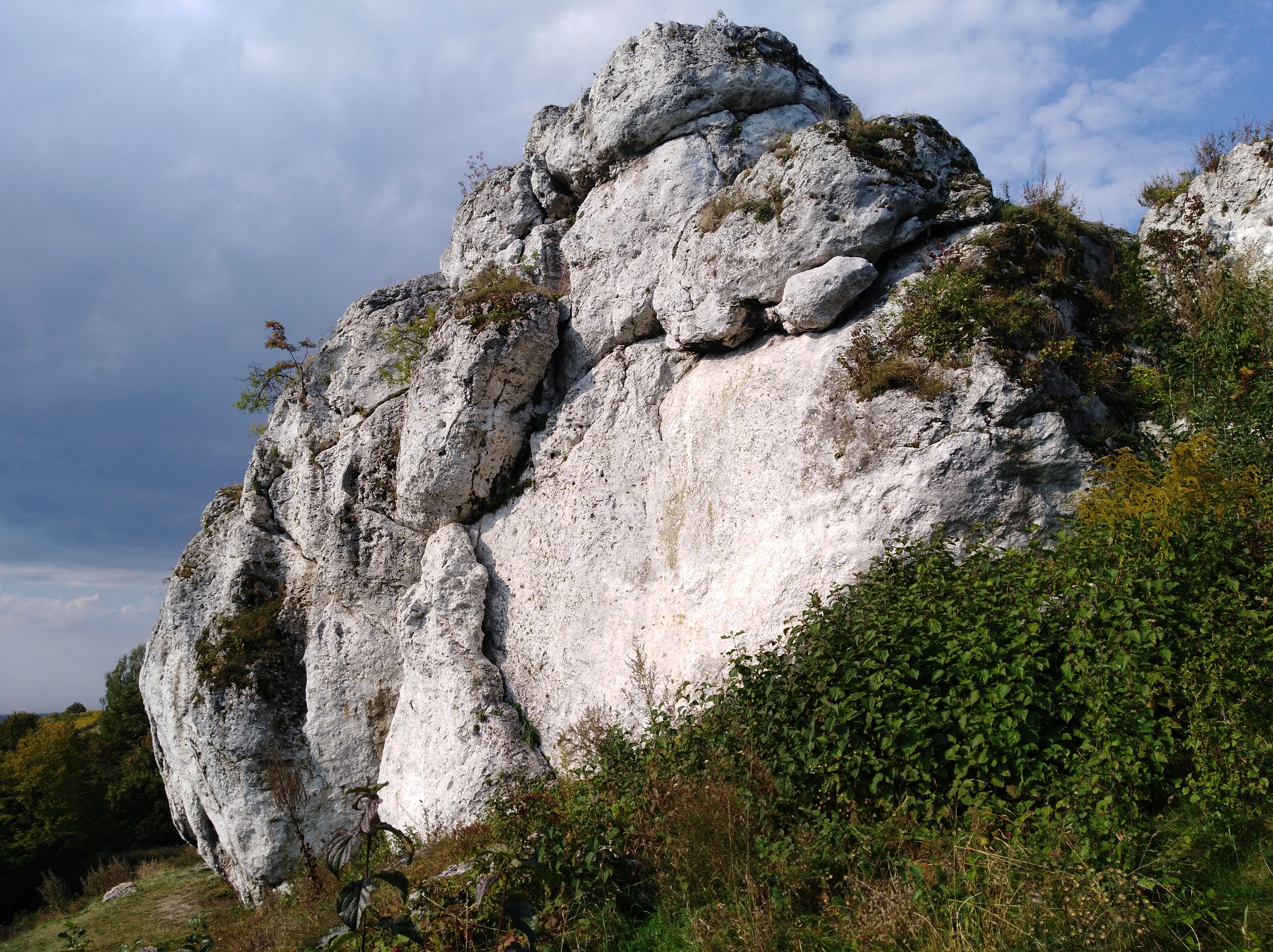
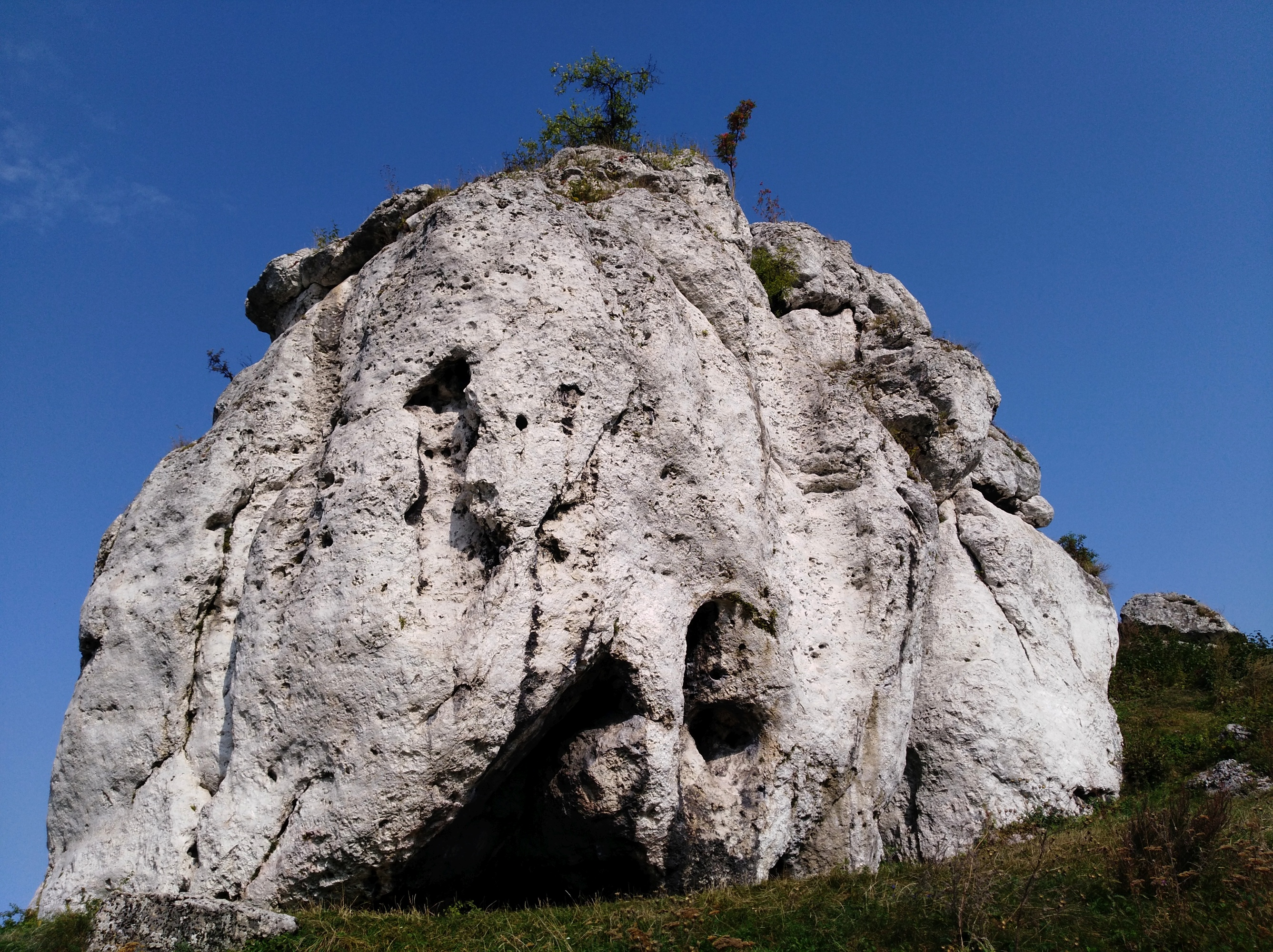
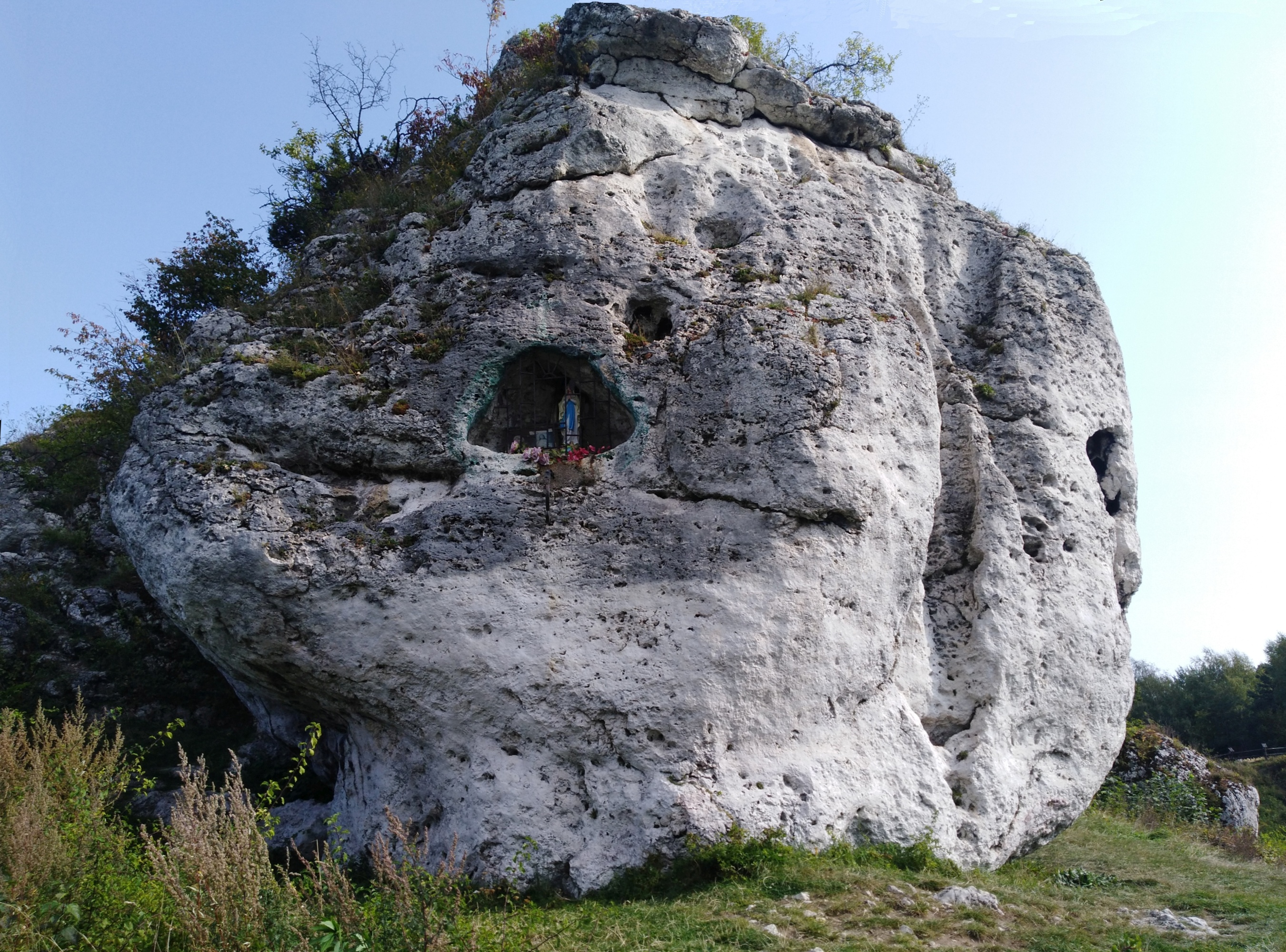
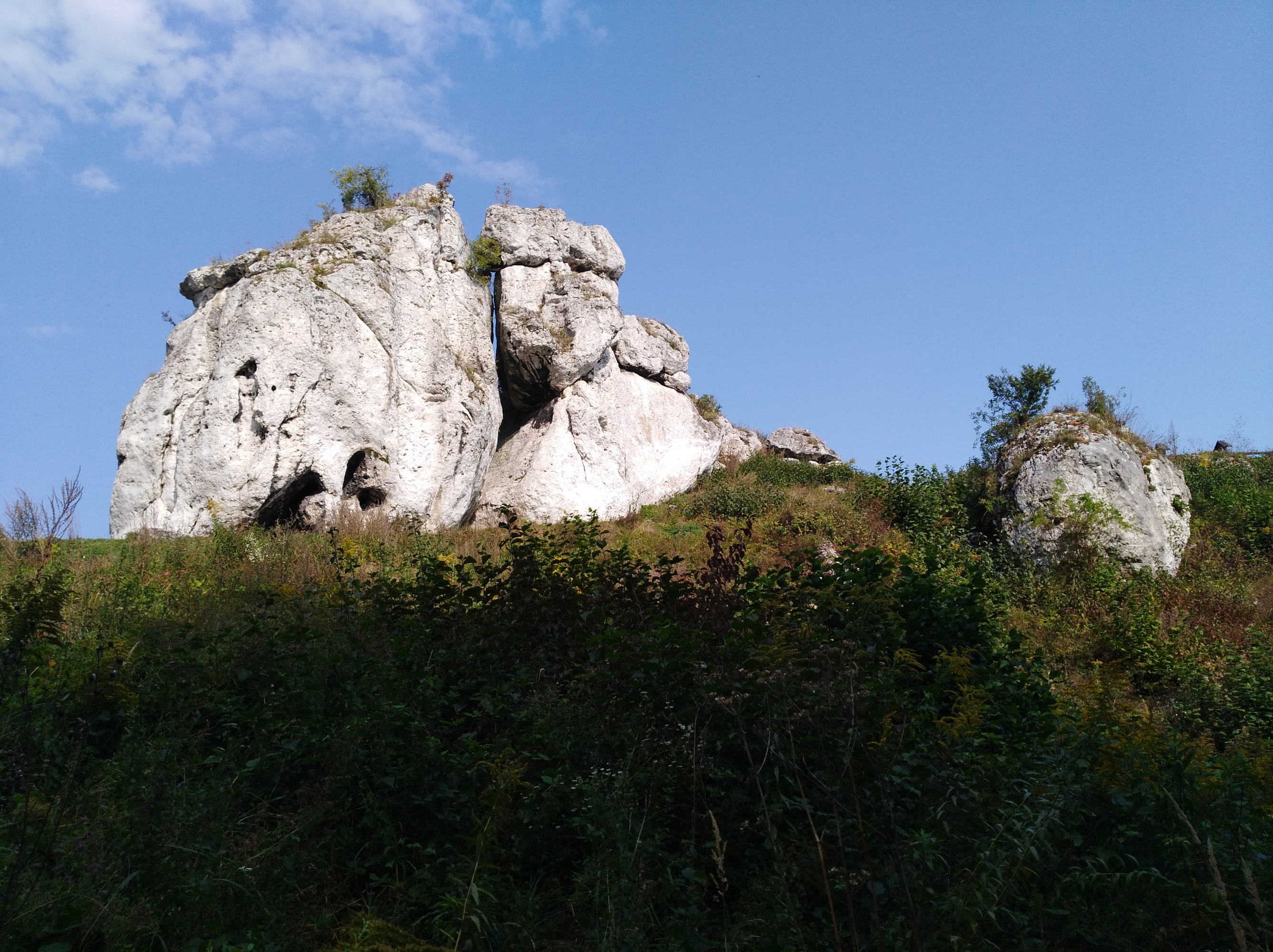
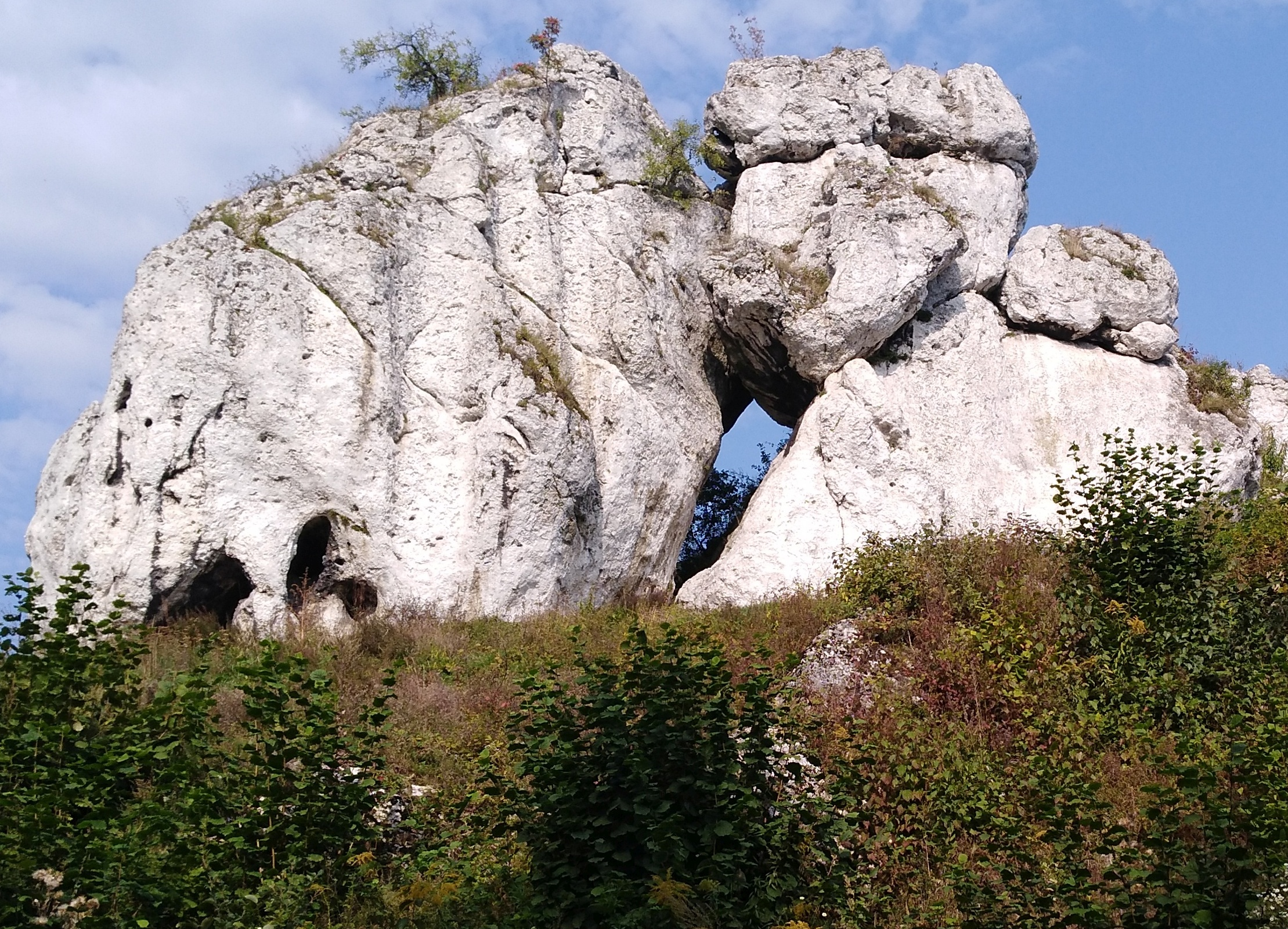